# Christine Johanna Buisman
Dra. Christine Johanna Buisman (* 1900 - 27 de marzo de 1936) fue una botánica y micóloga neerlandesa . Trabajó en pudriciones de raíces, en enfermedades micóticas del olmo
Precozmente se interesó en la historia natural, y mostró real interés en las lenguas antiguas. Con gran entusiasmo, en 1919 empezó sus estudios de biología en Ámsterdam, donde realizó su examen de doctorado en 1925.

## Algunas publicaciones
- Buisman, CJ. 1927. Root rots caused by Phycomycetes. Mededelingen uit het Phytopathologisch Laboratorium ‘Willie Commelin Scholten’ 11: 1-51, 12 figs.
- The Cause of the Elm Disease
- Ceratostomell aumi, the Sexual Form of Graphium ulmi
- On the Occurrence of Ceratostomella ulmi Busiman in Nature

- La abreviatura «Buisman» se emplea para indicar a Christine Johanna Buisman como autoridad en la descripción y clasificación científica de los vegetales.[2]